# Schwenckia trujilloi
Schwenckia trujilloi är en potatisväxtart som beskrevs av C.E. Benítez de Rojas. Schwenckia trujilloi ingår i släktet Schwenckia och familjen potatisväxter. Inga underarter finns listade i Catalogue of Life.